# Hondsroos
De hondsroos (Rosa canina) is een in de Benelux van nature voorkomende roos. De struik komt van nature voor in Europa, Noordwest-Afrika en West-Azië. In Noord-Amerika is de plant geïntroduceerd. De soort staat op de Nederlandse Rode lijst van planten als een soort die in Nederland algemeen voorkomt en stabiel of toegenomen is. Het aantal chromosomen is 2n = 35.
De grote losse rechtopgaande struik wordt 1-4 meter hoog en heeft lange boogvormig overhangende takken. De bladeren en niet met klieren bezette takken zijn groen of soms roodachtig aangelopen. De stekels zijn grotendeels haakvormig gebogen en hebben een brede basis. Rosa canina 'Assisiensis' is een cultivar zonder stekels. De frisgroene, geurloze bladeren zijn oneven geveerd met vijf of zeven stevige en stijve blaadjes. De 1,8-4 cm lange en 1-2 cm brede, onbehaarde blaadjes zijn elliptisch met een afgeronde, soms wigvormige voet en een spitse top. De bladrand is enkelvoudig tot dubbel gezaagd. Op de tanden van de bladrand zitten vaak ongesteelde klieren en soms zitten op de hoofdnerf ook enkele klieren. De bladsteel en bladspil zijn meestal onbehaard, maar soms hebben ze enkele haartjes. Ze zijn vaak voorzien van kleine stekels en enkele klieren, maar soms zijn ze bezet met veel klieren. De meestal smalle steunblaadjes hebben aan de rand meestal beklierde wimpers.
De hondsroos bloeit in juni en juli met 3,5 tot 4,5 centimeter grote, meestal lichtroze of soms witte bloemen, die met één tot tien bij elkaar staan. De bloemsteel is 1-2 cm lang en meestal niet met klieren bezet. De kroonbladen zijn veel langer dan de kelkbladen. De kelkbladen zijn na de bloei teruggeslagen en vallen voordat de rozenbottel rijp is af. De stijlen staan vrij.
De rozenbottel is een vlezige bloembodem met daarin de nootjesachtige vruchten. De rozenbottel is ovaal of eirond, rood-oranje, en 1-2,5 cm lang en 1-1,8 cm breed. De meestal niet met klieren bezette bottelsteel is 1,5-2,5 cm lang. Het stijlkanaal is 0,4-0,9 mm groot. De zaden kunnen zich zonder bevruchting ontwikkelen.
Op de hondsroos komt de bedeguaargal voor, een woekering veroorzaakt door de galwesp Diplolepis rosae.

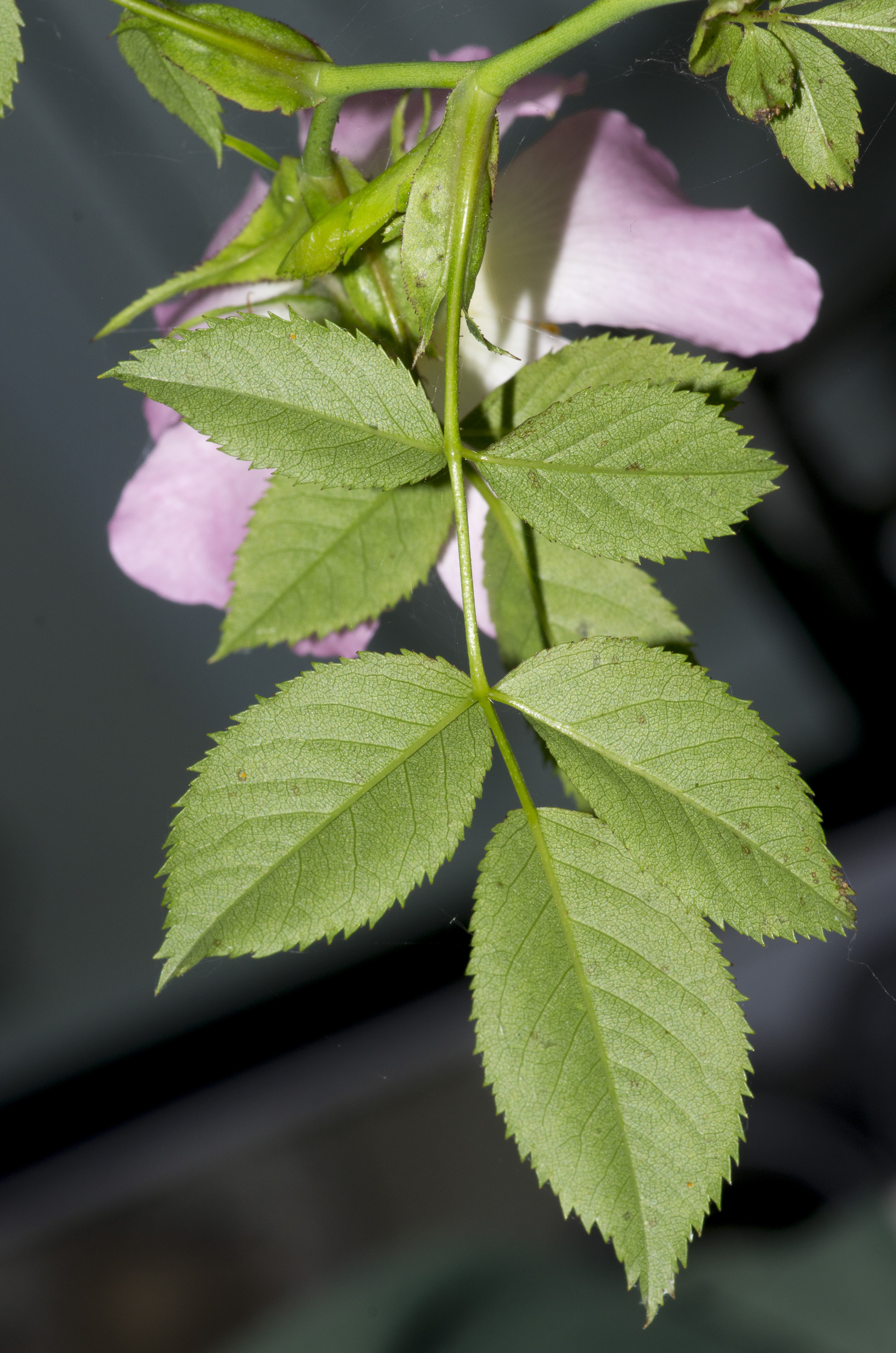
Voorkant blad
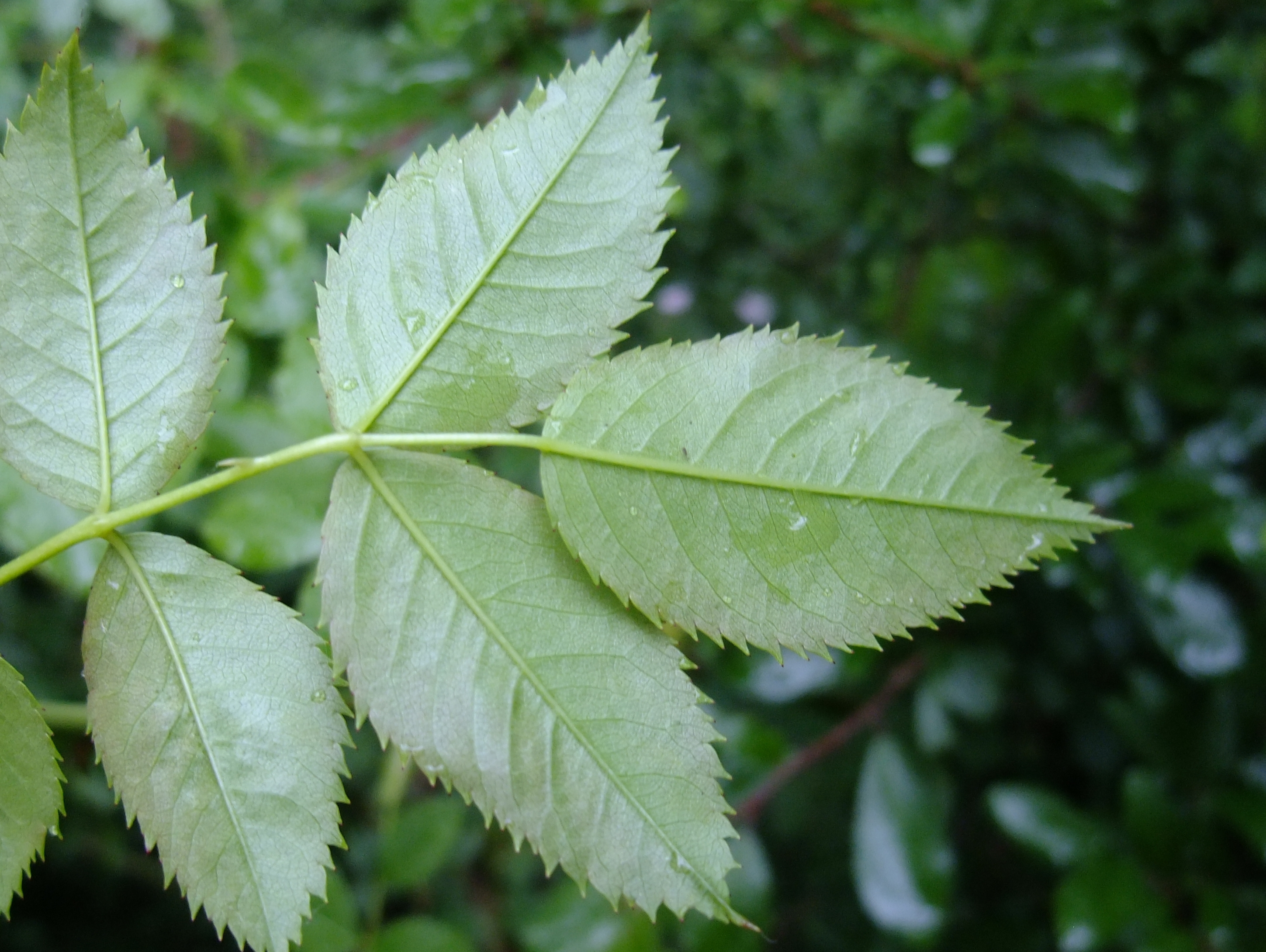
Achterkant blad
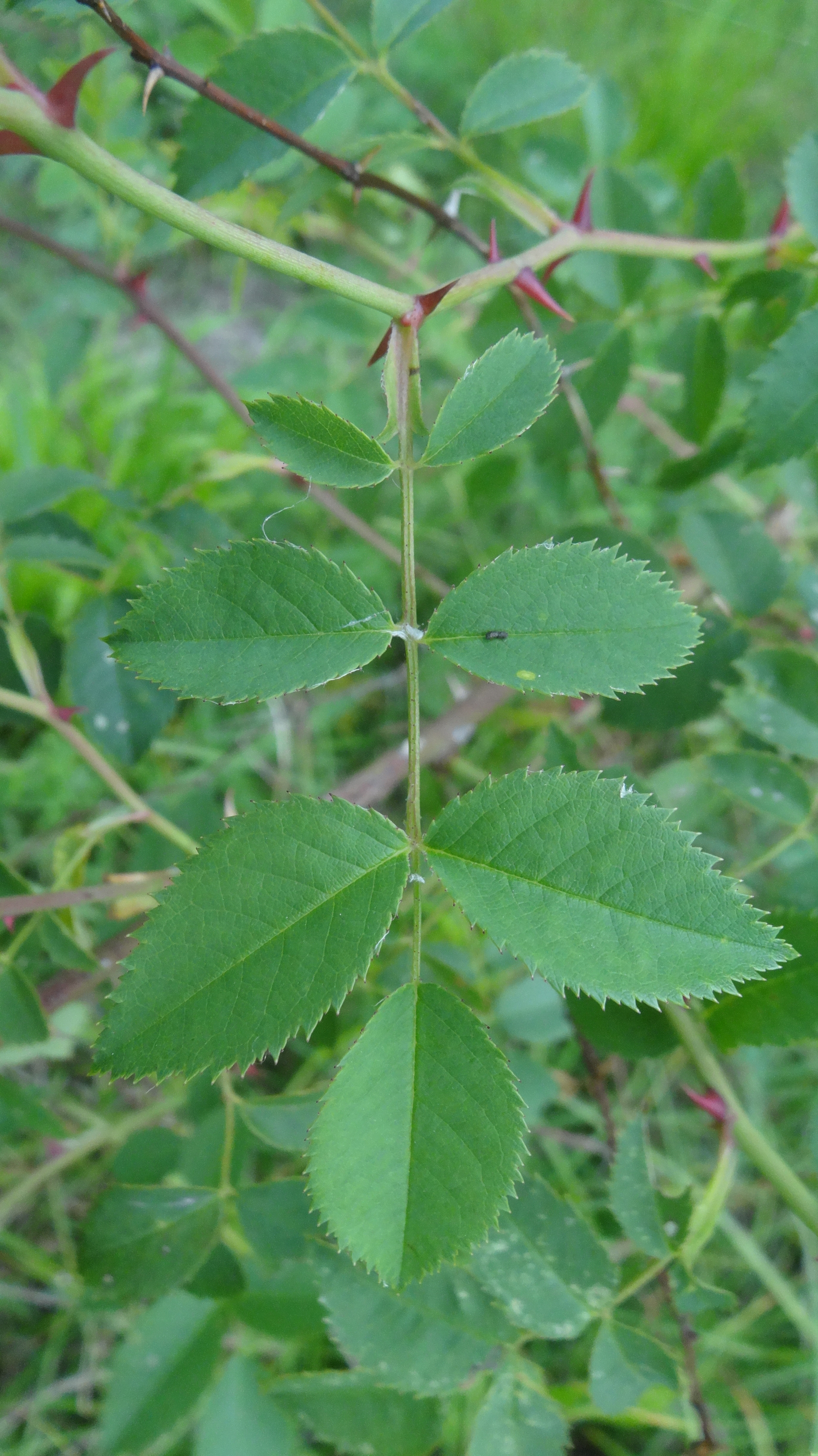
Ongesteelde klieren op bladrandtanden
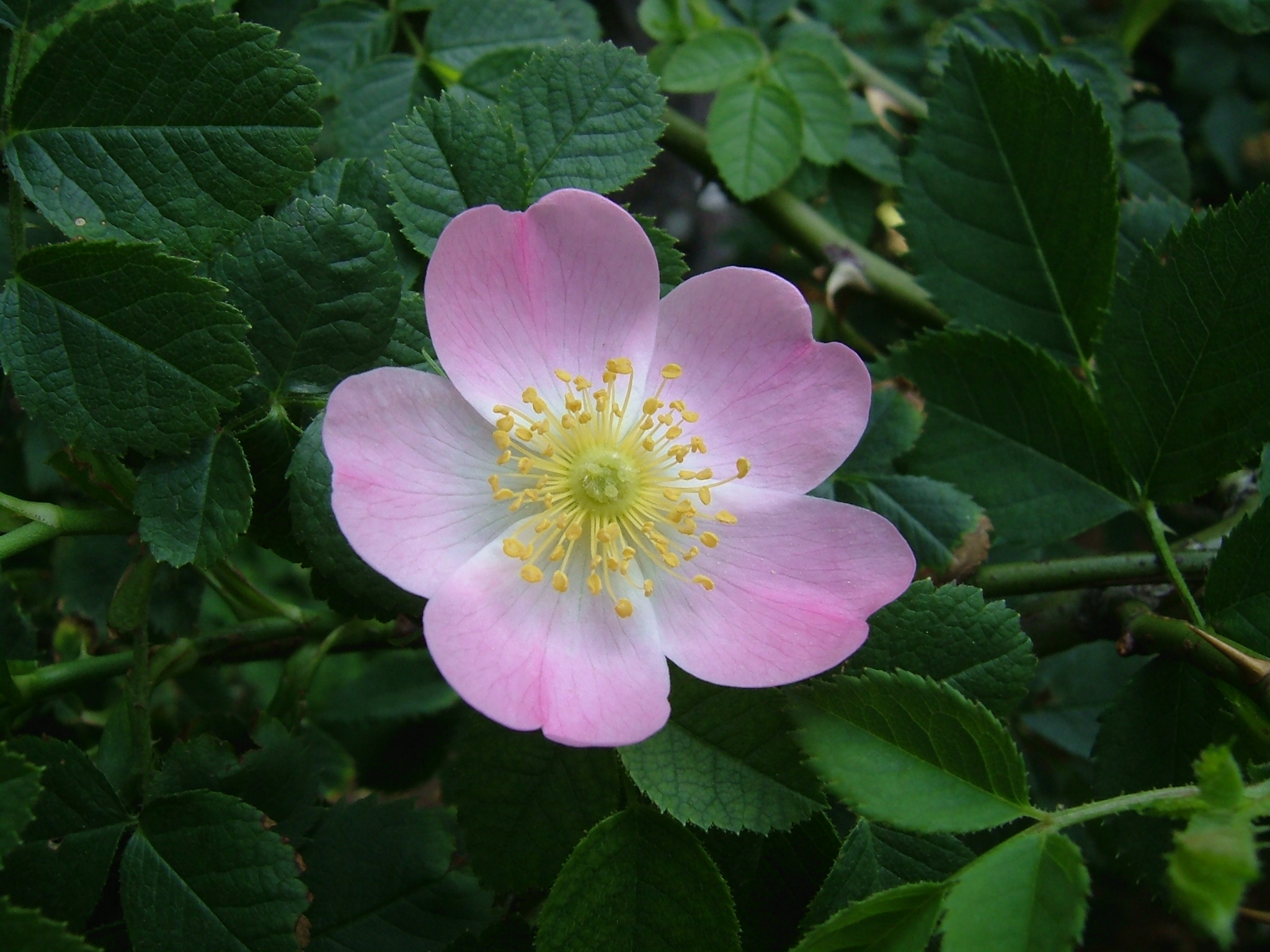
Bloem
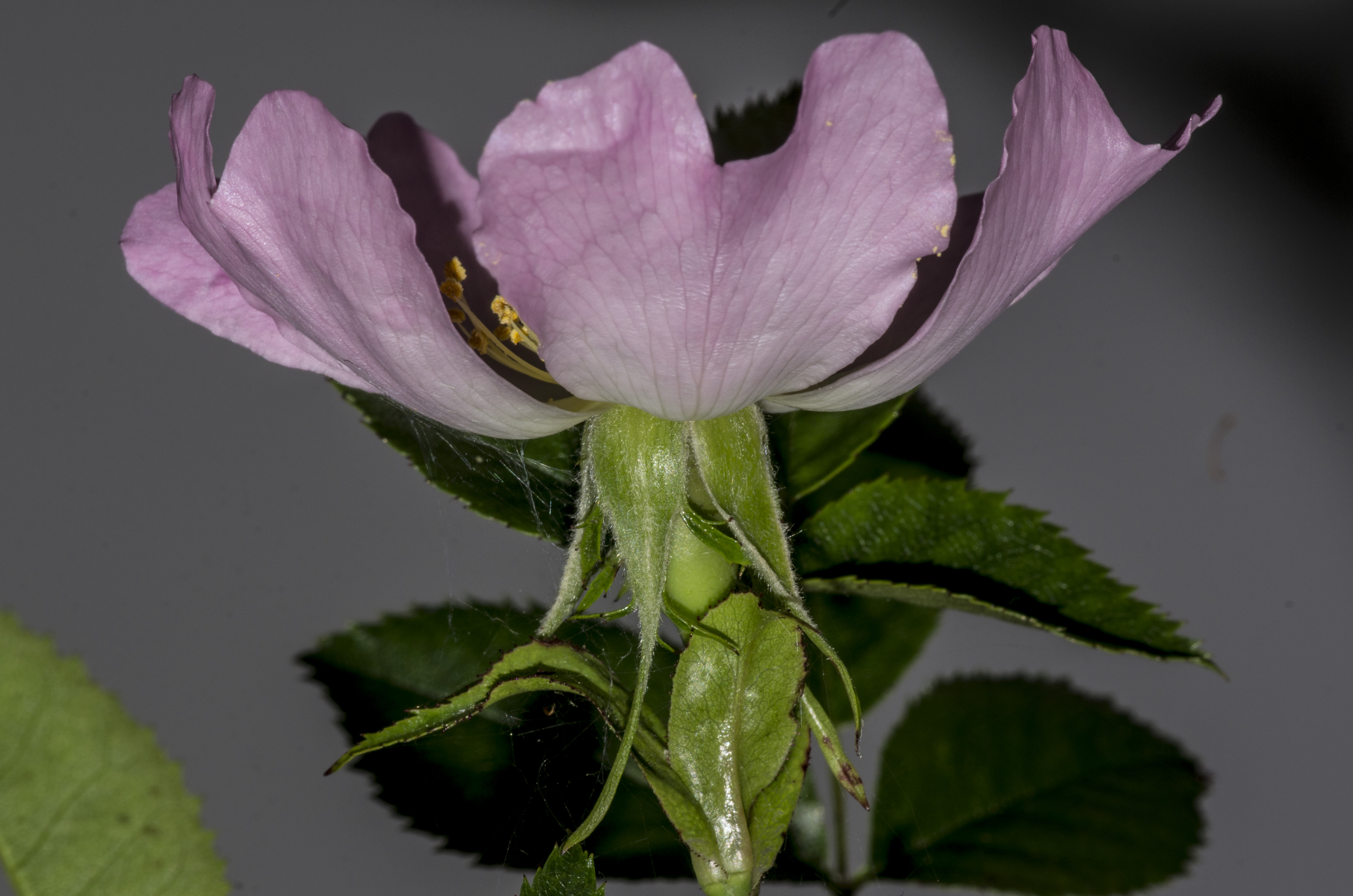
Kelk
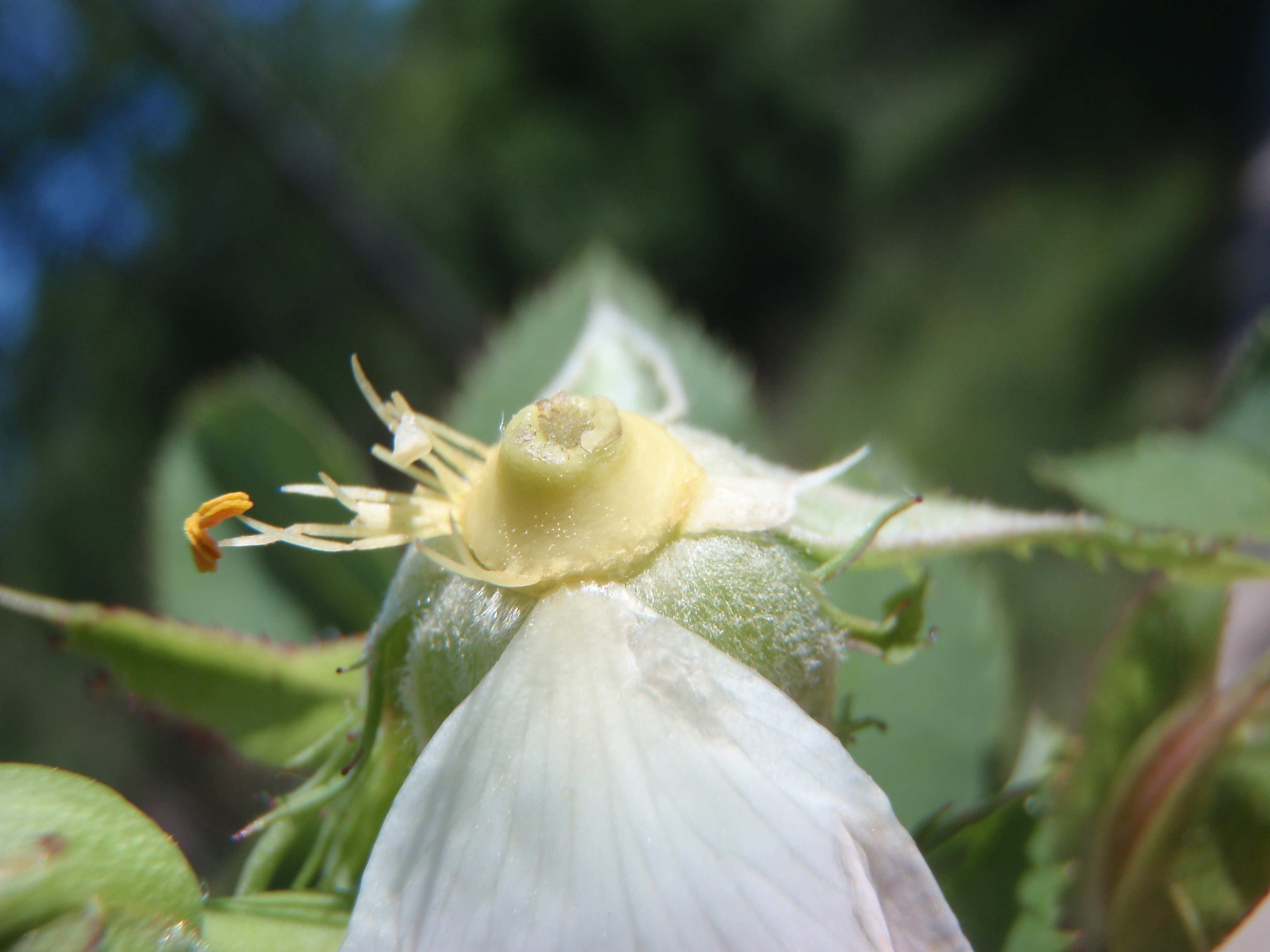
Discus
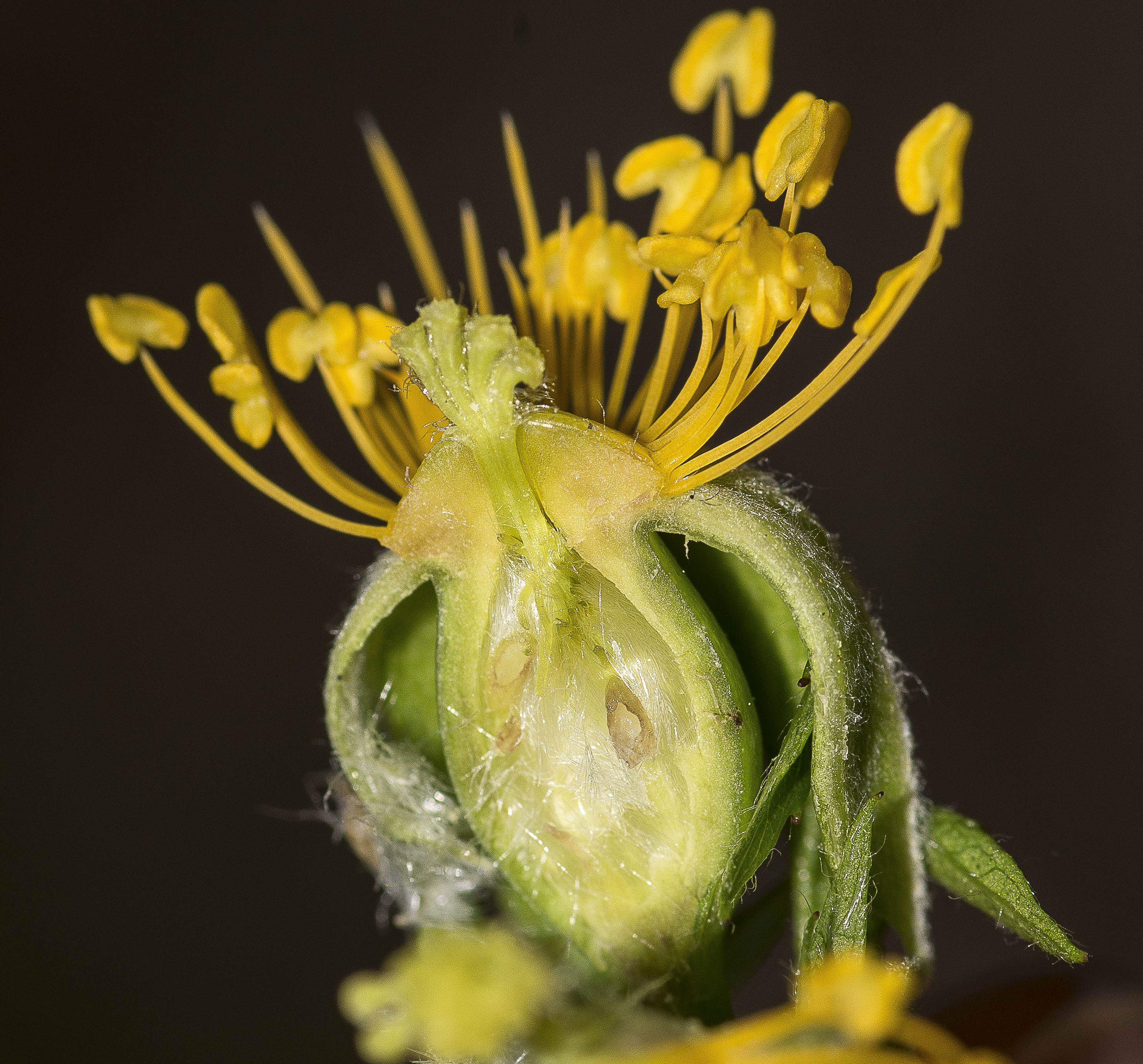
Lengtedoorsnede bloem
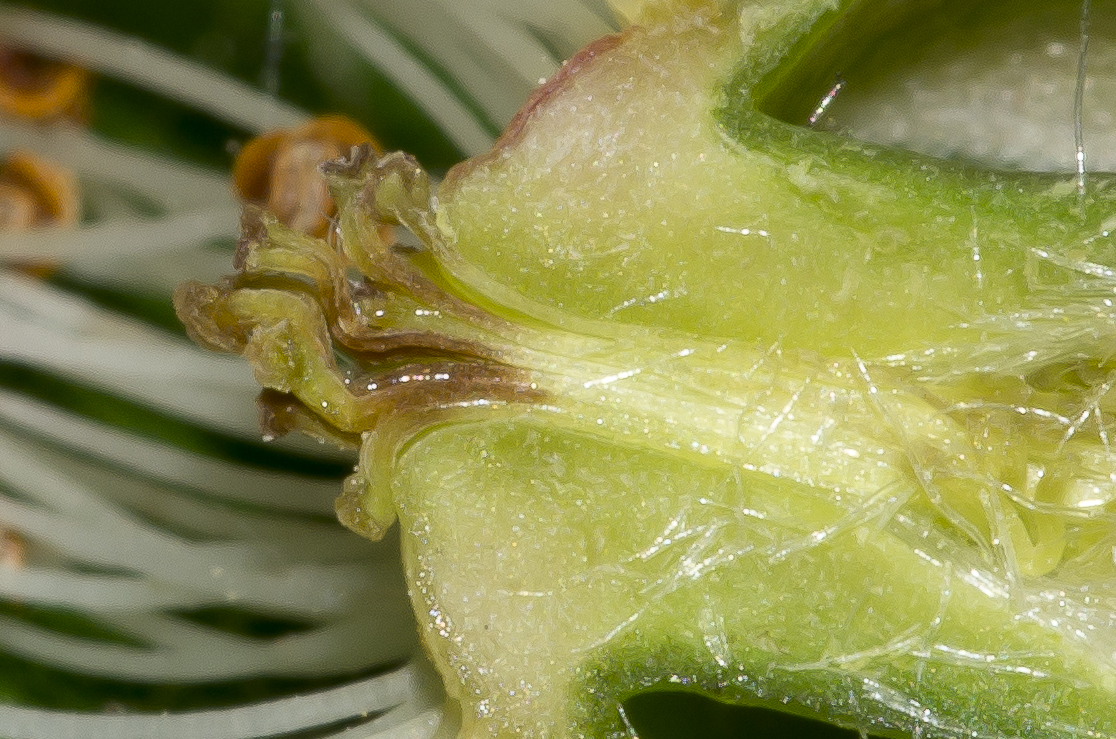
Stijlkanaal
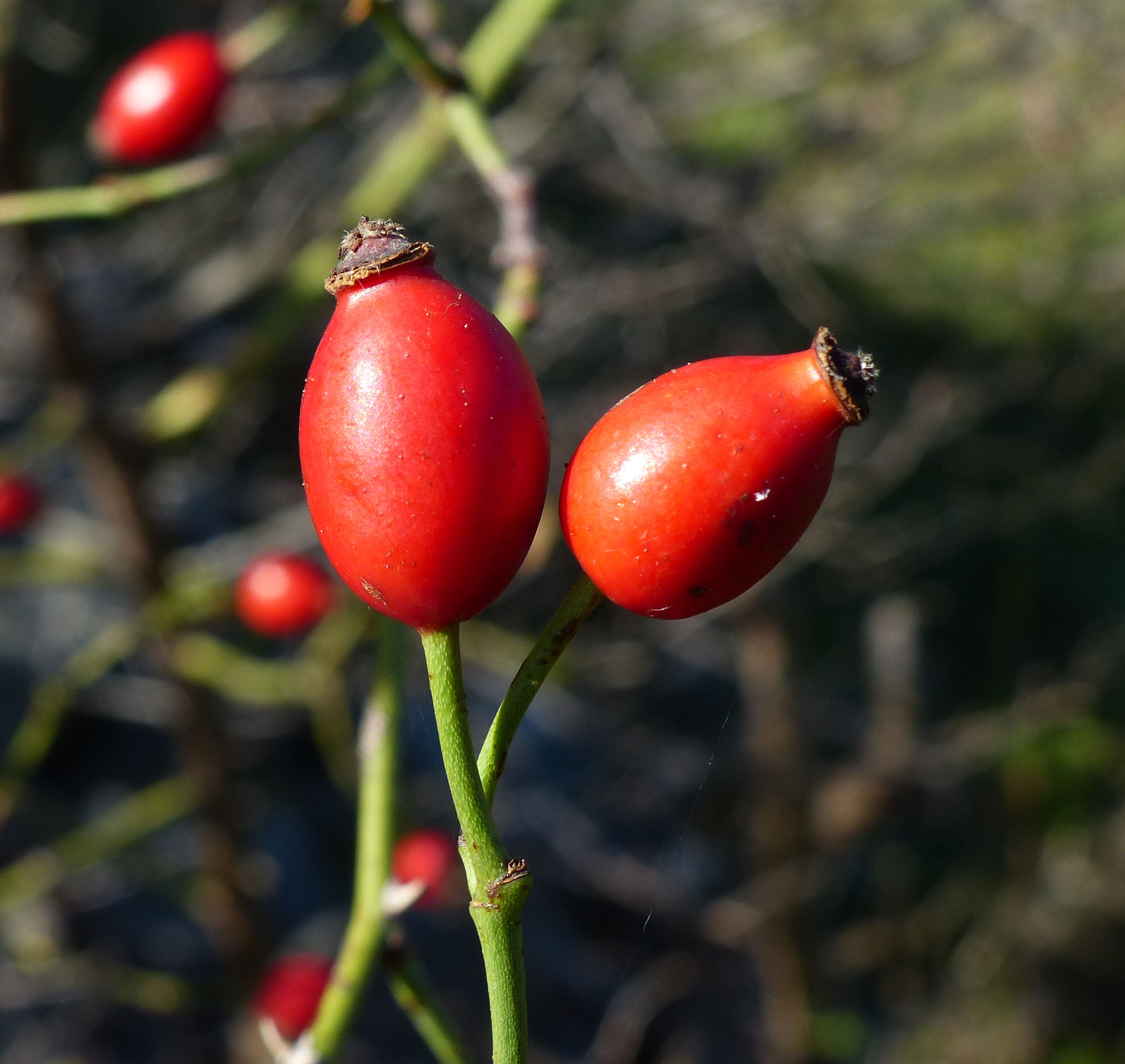
Rozenbottels
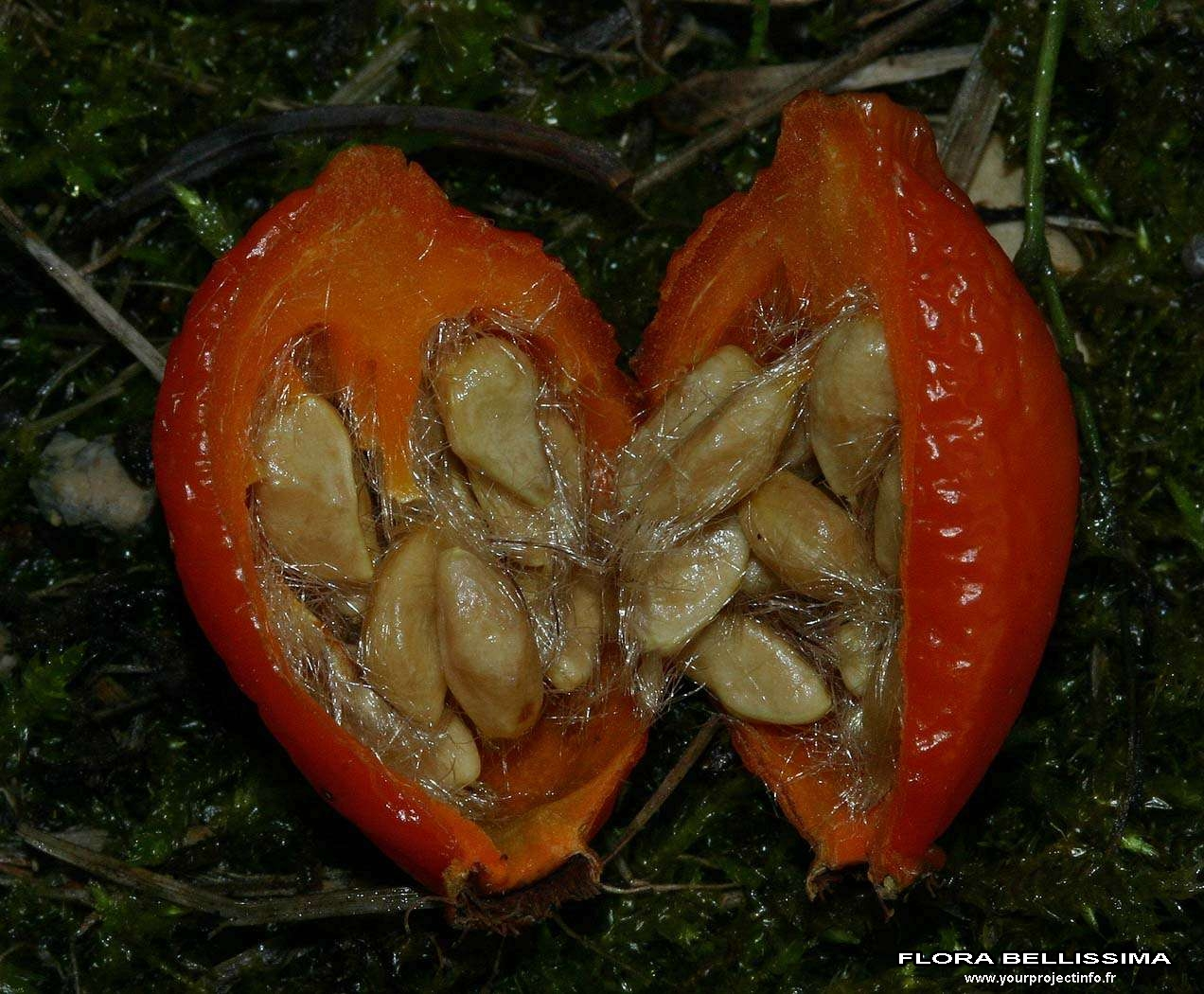
Vruchten
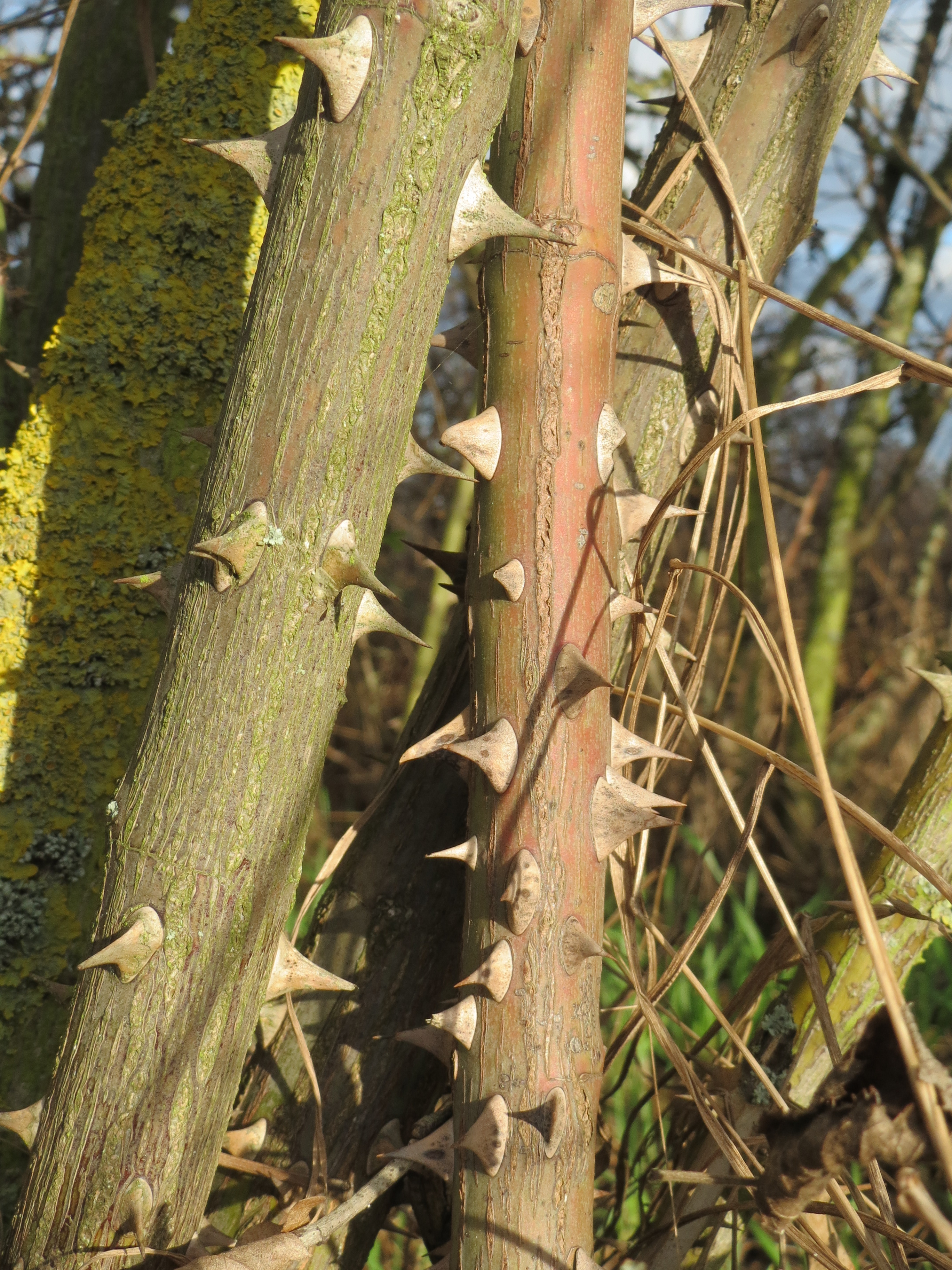
Stekels
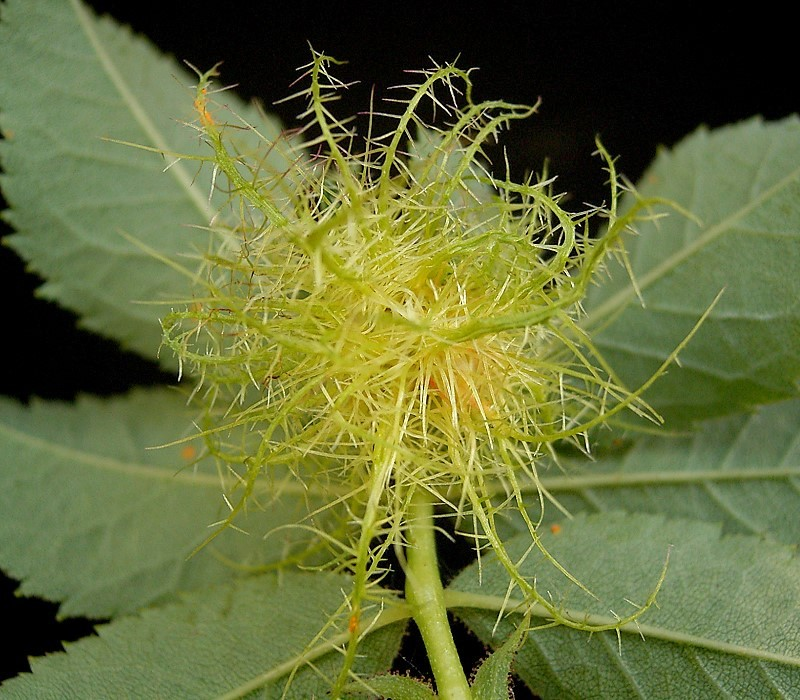
Bedeguaargal

Van de rozenbottels wordt onder andere jam bereid. Deze jam is rijk aan vitamine C. Verder bevat een rozenbottel caroteen, vitamine B1 en vitamine B2.
Er zijn aanwijzingen dat rozebottelpoeder pijn vermindert bij mensen met artrose.

## Ecologie
Hondsroos komt voor op eutrofe, niet te zure, niet te donkere plaatsen. De soort komt met name voor in mantelvegetatie, in heggen en in struikgewas voor. Met zijn stekels beschermt hij zichzelf tegen vraat. De bloemen worden door bijen bestoven, de bottels worden graag gegeten door allerlei vogels, zoals de koperwiek en de kramsvogel in de maanden december, januari en februari.

### Syntaxonomie

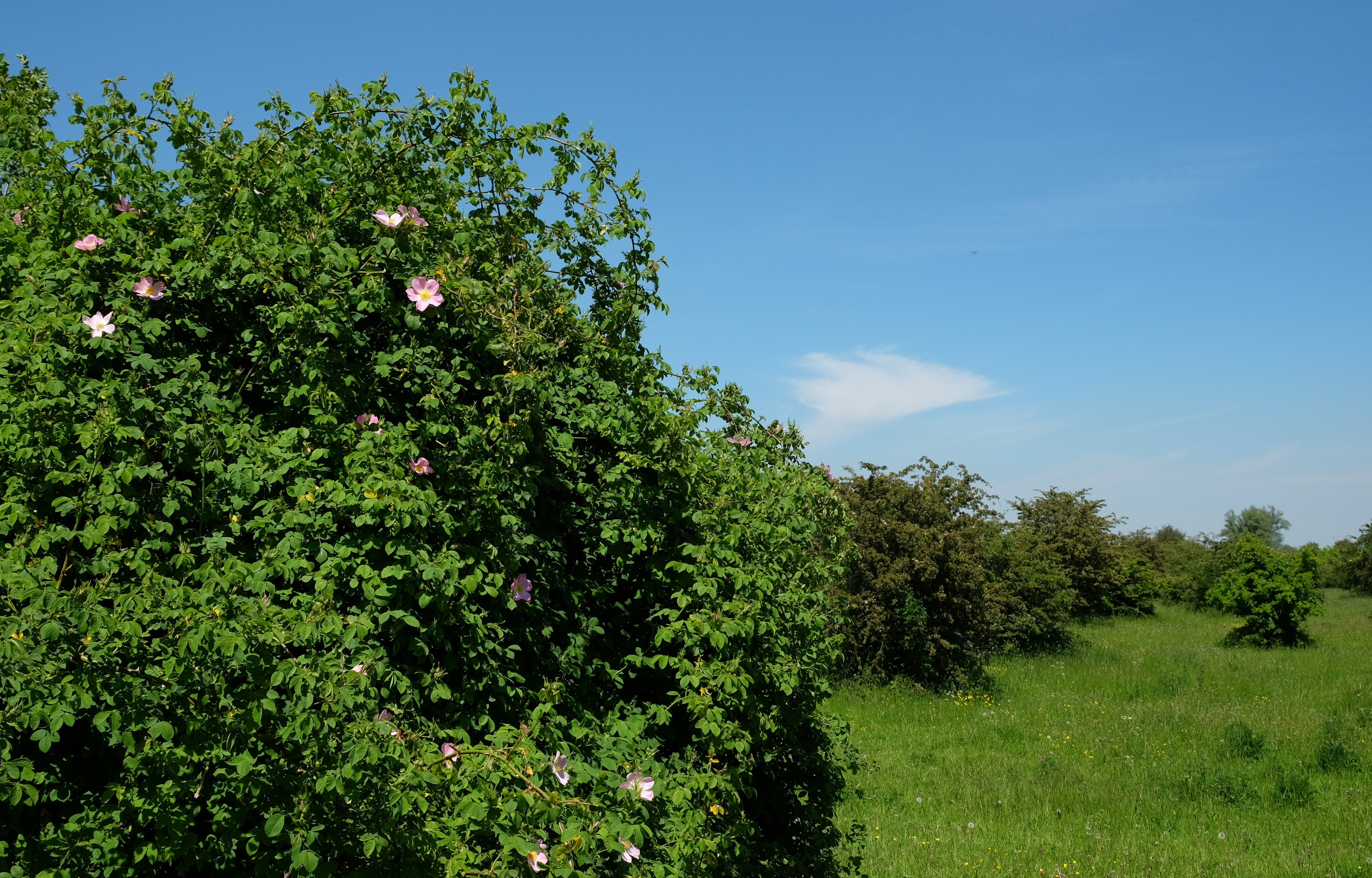
Bloeiende hondsroos, hier in de associatie van sleedoorn en eenstijlige meidoorn.

De hondsroos is een kensoort voor de klasse van doornstruwelen (Rhamno-Prunetea).

## Naam
Het element 'honds-' dat in veel talen aan de naam van deze roos kleeft, stamt uit de antieke geneeskunde: de plant werd gebruikt tegen hondsdolheid (rabiës).
Namen in andere talen
- Duits: Hundsrose
- Engels: Dog Rose
- Frans: Églantier, Rosier des chiens

## Trivia
- De hondsroos is de nationale bloem van Roemenië.[2]

R. agrestis (kraagroos) ·
R. arvensis (bosroos) ·
R. banksiae ·
R. caesia (behaarde struweelroos) ·
R. canina (hondsroos) ·
R. corymbifera (heggenroos) ·
R. dumalis (kale struweelroos) ·
R. elliptica (wigbladige roos) ·
R. gallica (Franse roos) ·
R. glauca (bergroos) ·
R. hemisphaerica ·
R. henkeri-schulzei (schijnegelantier) ·
R. hirtula ·
R. hugonis ·
R. inodora (schijnkraagroos) ·
R. majalis (kaneelroos) ·
R. micrantha (kleinbloemige roos) ·
R. moschata (muskusroos) ·
R. moyesii (mandarijnroos) ·
R. multiflora (veelbloemige roos) ·
R. pimpinellifolia (duinroos) ·
R. pseudoscabriuscula (schijnviltroos) ·
R. roxburghii (kastanjeroos) ·
R. rubiginosa (egelantier) ·
R. rugosa (rimpelroos) ·
R. sempervirens ·
R. soulieana ·
R. ×stylosa (stijlroos) ·
R. subcanina (schijnhondsroos) ·
R. subcollina (schijnheggenroos) ·
R. tomentella (beklierde heggenroos) ·
R. villosa (viltroos)